# World Painted Blood
World Painted Blood — одинадцятий студійний альбом гурту Slayer.

## Історія
World Painted Blood став першим альбомом, коли гурт писав матеріал у студії, а не прийшов у студію з повністю підготовленим текстами. Той факт, що вони не були підготовлені, викликав скептичне ставлення гітариста Керрі Кінґа . 
Альбом був записаний в Лос-Анджелесі, штат Каліфорнія з продюсером Грегом Фідельманом у кінці січня та березні 2009 року . Для альбому було записано 13 пісень, але в кінцевому варіанті на альбомі залишилося 11 пісень. 7 пісень написа Ганнеман, а 6 Кінґ. 20 серпня 2009 року Roadrunner Records підтвердив трек-лист. Вечірка з прослуховуванням World Painted Blood відбулася 30 жовтня 2009 року в Duff's Brooklyn у Вільямсбурзі, Нью-Йорк .
Під час запису World Painted Blood Кінґ використовував гітари BC Rich, підсилювачі та кабінети Marshall, струни та медіатори Dunlop, звукознімачі EMG та тюнери Korg. Ганнеман використовував гітари ESP, підсилювачі та кабінети Marshall, струни та медіатори Dunlop, кабелі Monster і бездротову систему Shure. Вокаліст/басист Арайя використовував баси ESP, басові підсилювачі та кабінеті Marshall, звукознімачі EMG, медіатори та аксесуари Dunlop, а також ефекти MXR. Ломбардо використовував барабани Tama, тарілки Paiste, барабанні палички Pro-Mark і барабанні головки Evans .

### Сингли
1. "Psychopathy Red" Released: April 18, 2009
2. "Hate Worldwide" Released: July 28, 2009
3. "World Painted Blood" Released: November 26, 2010

## Трекліст
| #     | Назва                             | Автор слів              | Автор музики | Тривалість |
| ----- | --------------------------------- | ----------------------- | ------------ | ---------- |
| 1.    | «World Painted Blood»             | Jeff Hanneman Tom Araya | Hanneman     | 5:53       |
| 2.    | «Unit 731»                        | Hanneman                | Hanneman     | 2:39       |
| 3.    | «Snuff»                           | Kerry King              | King         | 3:42       |
| 4.    | «Beauty Through Order»            | Hanneman Araya          | Hanneman     | 4:36       |
| 5.    | «Hate Worldwide»                  | King                    | King         | 2:52       |
| 6.    | «Public Display of Dismemberment» | King                    | King         | 2:34       |
| 7.    | «Human Strain»                    | Hanneman Araya          | Hanneman     | 3:09       |
| 8.    | «Americon»                        | King                    | King         | 3:22       |
| 9.    | «Psychopathy Red»                 | Hanneman                | Hanneman     | 2:26       |
| 10.   | «Playing with Dolls»              | Hanneman King Araya     | Hanneman     | 4:13       |
| 11.   | «Not of This God»                 | King                    | King         | 4:20       |
| 39:46 |                                   |                         |              |            |

| Бонус трек у японському виданні | Бонус трек у японському виданні           | Бонус трек у японському виданні | Бонус трек у японському виданні | Бонус трек у японському виданні |
| #                               | Назва                                     | Автор слів                      | Автор музики                    | Тривалість                      |
| ------------------------------- | ----------------------------------------- | ------------------------------- | ------------------------------- | ------------------------------- |
| 12.                             | «Psychopathy Red» (explicit live version) | Hanneman                        | Hanneman                        | 2:47                            |
| 42:33                           |                                           |                                 |                                 |                                 |